# Can Soler de Pagès
Can Soler de Pagès és una obra d'Arenys de Munt (Maresme) inclosa a l'Inventari del Patrimoni Arquitectònic de Catalunya.

## Descripció
Es tracta d'una casa de pagès de planta baixa i pis. La coberta és a dues aigües. Al centre de la façana hi ha la porta d'accés emmarcada per carreus de pedra i finestres amb reixes de ferro. Al damunt de la porta hi ha un balcó, també de pedra, amb balustrada de fusta. Hi ha un cos afegit rectangular amb una galeria d'arcs de mig punt, on hi ha situat el safareig, el rebost i un magatzem. Les obertures de la planta baixa estan emmarcades amb maó vist col·locat de costat. La coberta és de teula a doble vessant i hi ha una xemeneia.